# Eleições legislativas na Síria (2007)
As eleições legislativas de 2007 na Síria realizaram-se durante todo o dia de 22 de Abril e a manhã de 23 de Abril de 2007.
Estas eleições elegem os 250 elementos do Parlamento daquele país, num escrutínio seguido com pouco interesse pela população, onde o resultado é conhecido à partida.
Estão recenseados doze milhões de sírios num país com dezenove milhões de habitantes.
Para os 250 mandatos de quatro anos houve 2.395 candidatos. No parlamento que agora se dissolve os lugares reservados à coligação no poder eram 167, restando 83 para Independentes. 
A constituição do parlamento que agora se vota reserva 170 dos 250 assentos, à partida, para a coligação no poder, a Frente Nacional Progressista (FNP), dirigida pelo Partido Baath, ao qual são atribuídos 131 assentos. Os restantes 80 lugares são disputados por candidatos independentes, maioritariamente ricos empresários e industriais próximos do poder.
A Frente nacional Progressista venceu todas as legislativas desde a sua formação, em 1973 e o Baas está no poder desde 1963. A FNP apresentou 16 candidatos por Damasco. Entre eles encontrava-se o presidente do parlamento cessante, Mahmud al-Abrachee, os dois secretários-gerais dos dois partidos comunistas sírios e o presidente da União de estudantes.
O primeiro-ministro, Mohammad Naji Otri, concorreu pelo mesmo partido em Alepo Norte. O Bashar das forças que pretendiam o governo sírio é aquele que é o mais popular.

## Assentos por Distrito Eleitoral
Os 250 lugares do Parlamento provêm de 14 Distritos Eleitorais, sendo Alepo o que elege mais deputados (52) e Quneitra o que elege menos (5).
| Distrito Eleitoral | Assentos | Percentagem |
| ------------------ | -------- | ----------- |
| Damasco            | 29       | 11.6%       |
| Rif Dimashq        | 19       | 7.6%        |
| Quneitra           | 5        | 2%          |
| Daraa              | 10       | 4%          |
| As Suwaydā'        | 6        | 2.4%        |
| Homs               | 23       | 9.2%        |
| Tartous            | 13       | 5.2%        |
| Lataquia           | 17       | 6.8%        |
| Hama               | 22       | 8.8%        |
| Idlib              | 18       | 7.2%        |
| Alepo              | 52       | 20.8%       |
| Ar Raqqah          | 8        | 3.2%        |
| Deir ez-Zor        | 14       | 5.6%        |
| Al Hasakah         | 14       | 5.6%        |
| Total              | 250      | 100,0%      |

O acto eleitoral decorreu sem incidentes e sem entusiasmo. A taxa de aflência às urnas não foi divulgada, mas acredita-se que tenha sido muito baixa.
Segundo testemunhas, a maior parte dos votantes resumiam-se a funcionários públicos.

## Resultados finais
A taxa de participação oficial foi de 56,12%. A coligação no poder viu a sua presença aumentada nestas eleições, passando dos 167 deputados da anterior legislatura para 172. Este aumento foi feito á custa dos lugares dos independentes, que passaram de 83 para 78.